# Ctenomys roigi
Ctenomys roigi là một loài động vật có vú trong họ Ctenomyidae, bộ Gặm nhấm. Loài này được Contreras mô tả năm 1988.